# آثار قلعه و محوطه مرجان
آثار قلعه و محوطه مرجان مربوط به دوران‌های تاریخی پس از اسلام است و در شهرستان جیرفت، روستای شریف‌آباد واقع شده و این اثر در تاریخ ۲۵ اسفند ۱۳۸۰ با شمارهٔ ثبت ۵۰۲۴ به‌عنوان یکی از آثار ملی ایران به ثبت رسیده‌است.